# Rio Călmăţui (Teleorman)
O Rio Călmăţui é um rio da Romênia, afluente do Rio Danúbio, localizado no distrito de Olt,

Teleorman.